# Импрегнација (биологија)
Импрегнација или импринтинг је специфична веза која настаје између женке сисара и њеног младунца у току првих неколико часова (а можда и минута) након порођаја. Тако женка може да разликује своје младунче међу већим бројем других, што је посебно важно код унгулатних сисара који живе у чопорима. Ова способност се развија изгледа захваљујући мирису.

## Примери
Коза врло брзо стекне способност да разликује своје јаре међу другим младунцима. Изгледа да ту важну улогу играју лизање и њушкање младунца одмах након порођаја. Уколико се у првих пар сати одвоји младунац од мајке, она га након тога неће прихватити, већ угристи. Међутим, довољно је да га она оњуши пет минута након порођаја и уколико се онда младунац одвоји, женка ће га ипак препознати (чак и након три сата одвојености) и прихватити. Овакво понашање показују и ирваси, као животиње које живе у великим групама.